# Albo d'oro del campionato irlandese di calcio
La pagina racchiude l'albo d'oro del campionato irlandese di calcio di massima serie, organizzato dalla League of Ireland, denominato inizialmente A Division poi, in seguito allo scorporo della lega avvenuto nel 1985, Premier Division.

## Albo d'oro

### League of Ireland
| Nome torneo      | Edizione      | Campione d'Irlanda (1º posto) | 2º posto         | Annotazioni                                                                                             |
| ---------------- | ------------- | ----------------------------- | ---------------- | --- |
| A Division       | 1921-22 (1ª)  | St. James's Gate (1º titolo)  | Bohemians        | |
| A Division       | 1922-23 (2ª)  | Shamrock Rovers (1º titolo)   | Shelbourne       | |
| A Division       | 1923-24 (3ª)  | Bohemians (1º titolo)         | Shelbourne       | |
| A Division       | 1924-25 (4ª)  | Shamrock Rovers (2º titolo)   | Bohemians        | |
| A Division       | 1925-26 (5ª)  | Shelbourne (1º titolo)        | Shamrock Rovers  | |
| A Division       | 1926-27 (6ª)  | Shamrock Rovers (3º titolo)   | Bohemians        | |
| A Division       | 1927-28 (7ª)  | Bohemians (2º titolo)         | Shelbourne       | |
| A Division       | 1928-29 (8ª)  | Shelbourne (2º titolo)        | Bohemians        | |
| A Division       | 1929-30 (9ª)  | Bohemians (3º titolo)         | Shelbourne       | |
| A Division       | 1930-31 (10ª) | Shelbourne (3º titolo)        | Dundalk          | |
| A Division       | 1931-32 (11ª) | Shamrock Rovers (4º titolo)   | Cork             | |
| A Division       | 1932-33 (12ª) | Dundalk (1º titolo)           | Shamrock Rovers  | |
| A Division       | 1933-34 (13ª) | Bohemians (4º titolo)         | Cork             | |
| A Division       | 1934-35 (14ª) | Dolphin (1º titolo)           | St. James's Gate | |
| A Division       | 1935-36 (15ª) | Bohemians (5º titolo)         | Dolphin          | |
| A Division       | 1936-37 (16ª) | Sligo Rovers (1º titolo)      | Dundalk          | |
| A Division       | 1937-38 (17ª) | Shamrock Rovers (5º titolo)   | Waterford        | |
| A Division       | 1938-39 (18ª) | Shamrock Rovers (6º titolo)   | Sligo Rovers     | |
| A Division       | 1939-40 (19ª) | St. James's Gate (2º titolo)  | Shamrock Rovers  | |
| A Division       | 1940-41 (20ª) | Cork Utd (1º titolo)          | Waterford        | Cork United campione in seguito al ritiro del Waterford dallo spareggio.                                |
| A Division       | 1941-42 (21ª) | Cork Utd (2º titolo)          | Shamrock Rovers  | |
| A Division       | 1942-43 (22ª) | Cork Utd (3º titolo)          | Dundalk          | |
| A Division       | 1943-44 (23ª) | Shelbourne (4º titolo)        | Limerick         | |
| A Division       | 1944-45 (24ª) | Cork Utd (4º titolo)          | Limerick         | |
| A Division       | 1945-46 (25ª) | Cork Utd (5º titolo)          | Drumcondra       | |
| A Division       | 1946-47 (26ª) | Shelbourne (5º titolo)        | Drumcondra       | |
| A Division       | 1947-48 (27ª) | Drumcondra (1º titolo)        | Dundalk          | |
| A Division       | 1948-49 (28ª) | Drumcondra (2º titolo)        | Shelbourne       | |
| A Division       | 1949-50 (29ª) | Cork Athletic (1º titolo)     | Drumcondra       | |
| A Division       | 1950-51 (30ª) | Cork Athletic (2º titolo)     | Sligo Rovers     | |
| A Division       | 1951-52 (31ª) | St Patrick's (1º titolo)      | Shelbourne       | |
| A Division       | 1952-53 (32ª) | Shelbourne (6º titolo)        | Drumcondra       | |
| A Division       | 1953-54 (33ª) | Shamrock Rovers (7º titolo)   | Evergreen United | |
| A Division       | 1954-55 (34ª) | St Patrick's (2º titolo)      | Waterford        | |
| A Division       | 1955-56 (35ª) | St Patrick's (3º titolo)      | Shamrock Rovers  | |
| A Division       | 1956-57 (36ª) | Shamrock Rovers (8º titolo)   | Drumcondra       | |
| A Division       | 1957-58 (37ª) | Drumcondra (3º titolo)        | Shamrock Rovers  | |
| A Division       | 1958-59 (38ª) | Shamrock Rovers (9º titolo)   | Evergreen United | |
| A Division       | 1959-60 (39ª) | Limerick (2º titolo)          | Cork Celtic      | |
| A Division       | 1960-61 (40ª) | Drumcondra (4º titolo)        | St Patrick's     | |
| A Division       | 1961-62 (41ª) | Shelbourne (7º titolo)        | Cork Celtic      | Shelbourne campione dopo spareggio contro il Cork Celtic (1-0).                                         |
| A Division       | 1962-63 (42ª) | Dundalk (2º titolo)           | Waterford        | |
| A Division       | 1963-64 (43ª) | Shamrock Rovers (10º titolo)  | Dundalk          | |
| A Division       | 1964-65 (44ª) | Drumcondra (5º titolo)        | Shamrock Rovers  | |
| A Division       | 1965-66 (45ª) | Waterford (1º titolo)         | Shamrock Rovers  | |
| A Division       | 1966-67 (46ª) | Dundalk (3º titolo)           | Bohemians        | |
| A Division       | 1967-68 (47ª) | Waterford (2º titolo)         | Dundalk          | |
| A Division       | 1968-69 (48ª) | Waterford (3º titolo)         | Shamrock Rovers  | |
| A Division       | 1969-70 (49ª) | Waterford (4º titolo)         | Shamrock Rovers  | |
| A Division       | 1970-71 (50ª) | Cork Hibernians (1º titolo)   | Shamrock Rovers  | Cork Hibernians campione dopo spareggio contro lo Shamrock Rovers (3-1).                                |
| A Division       | 1971-72 (51ª) | Waterford (5º titolo)         | Cork Hibernians  | |
| A Division       | 1972-73 (52ª) | Waterford (6º titolo)         | Finn Harps       | |
| A Division       | 1973-74 (53ª) | Cork Celtic (2º titolo)       | Bohemians        | |
| A Division       | 1974-75 (54ª) | Bohemians (6º titolo)         | Athlone Town     | |
| A Division       | 1975-76 (55ª) | Dundalk (4º titolo)           | Finn Harps       | |
| A Division       | 1976-77 (56ª) | Sligo Rovers (2º titolo)      | Bohemians        | |
| A Division       | 1977-78 (57ª) | Bohemians (7º titolo)         | Finn Harps       | |
| A Division       | 1978-79 (58ª) | Dundalk (5º titolo)           | Bohemians        | |
| A Division       | 1979-80 (59ª) | Limerick Utd (2º titolo)      | Dundalk          | |
| A Division       | 1980-81 (60ª) | Athlone Town (1º titolo)      | Dundalk          | |
| A Division       | 1981-82 (61ª) | Dundalk (6º titolo)           | Shamrock Rovers  | |
| A Division       | 1982-83 (62ª) | Athlone Town (2º titolo)      | Drogheda Utd     | |
| A Division       | 1983-84 (63ª) | Shamrock Rovers (11º titolo)  | Bohemians        | |
| A Division       | 1984-85 (64ª) | Shamrock Rovers (12º titolo)  | Bohemians        | |
| Premier Division | 1985-86 (65ª) | Shamrock Rovers (13º titolo)  | Galway Utd       | |
| Premier Division | 1986-87 (66ª) | Shamrock Rovers (14º titolo)  | Dundalk          | |
| Premier Division | 1987-88 (67ª) | Dundalk (7º titolo)           | Derry City       | |
| Premier Division | 1988-89 (68ª) | Derry City (1º titolo)        | St Patrick's     | |
| Premier Division | 1989-90 (69ª) | St Patrick's (4º titolo)      | Derry City       | |
| Premier Division | 1990-91 (70ª) | Dundalk (8º titolo)           | Cork City        | |
| Premier Division | 1991-92 (71ª) | Shelbourne (8º titolo)        | Derry City       | |
| Premier Division | 1992-93 (72ª) | Cork City (1º titolo)         | Bohemians        | Cork City campione dopo aver vinto la ripetizione di un girone di spareggio con Shelbourne e Bohemians. |
| Premier Division | 1993-94 (73ª) | Shamrock Rovers (15º titolo)  | Cork City        | |
| Premier Division | 1994-95 (74ª) | Dundalk (9º titolo)           | Derry City       | |
| Premier Division | 1995-96 (75ª) | St Patrick's (5º titolo)      | Bohemians        | |
| Premier Division | 1996-97 (76ª) | Derry City (2º titolo)        | Bohemians        | |
| Premier Division | 1997-98 (77ª) | St Patrick's (6º titolo)      | Shelbourne       | |
| Premier Division | 1998-99 (78ª) | St Patrick's (7º titolo)      | Cork City        | |
| Premier Division | 1999-00 (79ª) | Shelbourne (9º titolo)        | Cork City        | |
| Premier Division | 2000-01 (80ª) | Bohemians (8º titolo)         | Shelbourne       | |
| Premier Division | 2001-02 (81ª) | Shelbourne (10º titolo)       | Shamrock Rovers  | |
| Premier Division | 2002-03 (82ª) | Bohemians (9º titolo)         | Shelbourne       | |
| Premier Division | 2003 (83ª)    | Shelbourne (11º titolo)       | Bohemians        | |
| Premier Division | 2004 (84ª)    | Shelbourne (12º titolo)       | Cork City        | |
| Premier Division | 2005 (85ª)    | Cork City (3º titolo)         | Derry City       | |
| Premier Division | 2006 (86ª)    | Shelbourne (13º titolo)       | Derry City       | |
| Premier Division | 2007 (87ª)    | Drogheda Utd (1º titolo)      | St Patrick's     | |
| Premier Division | 2008 (88ª)    | Bohemians (10º titolo)        | St Patrick's     | |
| Premier Division | 2009 (89ª)    | Bohemians (11º titolo)        | Shamrock Rovers  | |
| Premier Division | 2010 (90ª)    | Shamrock Rovers (16º titolo)  | Bohemians        | |
| Premier Division | 2011 (91ª)    | Shamrock Rovers (17º titolo)  | Sligo Rovers     | |
| Premier Division | 2012 (92ª)    | Sligo Rovers (3º titolo)      | Drogheda Utd     | |
| Premier Division | 2013 (93ª)    | St Patrick's (8º titolo)      | Dundalk          | |
| Premier Division | 2014 (94ª)    | Dundalk (10º titolo)          | Cork City        | |
| Premier Division | 2015 (95ª)    | Dundalk (11º titolo)          | Cork City        | |
| Premier Division | 2016 (96ª)    | Dundalk (12º titolo)          | Cork City        | |
| Premier Division | 2017 (97ª)    | Cork City (4º titolo)         | Dundalk          | |
| Premier Division | 2018 (98ª)    | Dundalk (13º titolo)          | Cork City        | |
| Premier Division | 2019 (99ª)    | Dundalk (14º titolo)          | Shamrock Rovers  | |
| Premier Division | 2020 (100ª)   | Shamrock Rovers (18º titolo)  | Bohemians        | |
| Premier Division | 2021 (101ª)   | Shamrock Rovers (19º titolo)  | St Patrick's     | |
| Premier Division | 2022 (102ª)   | Shamrock Rovers (20º titolo)  | Derry City       | |
| Premier Division | 2023 (103ª)   | Shamrock Rovers (21º titolo)  | Derry City       | |
| Premier Division | 2024 (104ª)   | Shelbourne (14º titolo)       | Shamrock Rovers  | |

## Statistiche

### Titoli per squadra
I campionati vinti da ciascuna squadra sono elencati in ordine cronologico, dividendoli in base alla denominazione che la società utilizzava in quel periodo.
| Squadra          | Titoli | Edizioni |
| ---------------- | ------ | --- |
| Shamrock Rovers  | 21     | 1922-23, 1924-25, 1926-27, 1931-32, 1937-38, 1938-39, 1953-54, 1956-57, 1958-59, 1963-64, 1983-84, 1984-85, 1985-86, 1986-87, 1993-94, 2010, 2011, 2020, 2021, 2022, 2023 |
| Dundalk          | 14     | 1932-33, 1962-63, 1966-67, 1975-76, 1978-79, 1981-82, 1987-88, 1990-91, 1994-95, 2014, 2015, 2016, 2018, 2019                                                             |
| Shelbourne       | 14     | 1925-26, 1928-29, 1930-31, 1943-44, 1946-47, 1952-53, 1961-62, 1991-92, 1999-00, 2001-02, 2003, 2004, 2006, 2024                                                          |
| Bohemians        | 11     | 1923-24, 1927-28, 1929-30, 1933-34, 1935-36, 1974-75, 1977-78, 2000-01, 2002-03, 2008, 2009                                                                               |
| St Patrick's     | 8      | 1951-52, 1954-55, 1955-56, 1989-90, 1995-96, 1997-98, 1998-99, 2013 |
| Waterford United | 6      | 1965-66, 1967-68, 1968-69, 1969-70, 1971-72, 1972-73 |
| Cork Utd         | 5      | 1940-41, 1941-42, 1942-43, 1944-45, 1945-46 |
| Drumcondra       | 5      | 1947-48, 1948-49, 1957-58, 1960-61, 1964-65 |
| Sligo Rovers     | 3      | 1936-37, 1976-77, 2012 |
| Cork City        | 3      | 1992-93, 2005, 2017 |
| St. James's Gate | 2      | 1921-22, 1938-39 |
| Cork Athletic    | 2      | 1949-50, 1950-51 |
| Derry City       | 2      | 1988-89, 1996-97 |
| Athlone Town     | 2      | 1980-81, 1982-83 |
| Limerick 37      | 2      | Limerick: 1959-60 Limerick Utd: 1979-80 |
| Dolphin          | 1      | 1934-35 |
| Cork Celtic      | 1      | 1973-74 |
| Cork Hibernians  | 1      | 1970-71 |
| Drogheda Utd     | 1      | 2007 |

### Titoli per città
| Città     | Titoli | Squadre vincenti |
| --------- | ------ | --- |
| Dublino   | 62     | Shamrock Rovers (21), Shelbourne (14), Bohemians (11), St Patrick's, (8), Drumcondra (5), St. James's Gate (2), Dolphin (1) |
| Dundalk   | 14     | Dundalk |
| Cork      | 12     | Cork Utd (5), Cork City (3), Cork Athletic (2), Cork Celtic (1), Cork Hibernians (1)                                        |
| Waterford | 6      | Waterford United |
| Sligo     | 3      | Sligo Rovers |
| Athlone   | 2      | Athlone Town |
| Derry     | 2      | Derry City |
| Limerick  | 2      | Limerick |
| Drogheda  | 1      | Drogheda Utd |

### Titoli consecutivi
| Titoli | Squadra         | Stagioni                           |
| ------ | --------------- | ---------------------------------- |
| 4      | Shamrock Rovers | 1983-84, 1984-85, 1985-86, 1986-87 |
| 4      | Shamrock Rovers | 2020, 2021, 2022, 2023             |
| 3      | Cork Utd        | 1940-41, 1941-42, 1942-43          |
| 3      | Waterford       | 1967-68, 1968-69, 1969-70          |
| 3      | Dundalk         | 2014, 2015, 2016                   |
| 2      | Cork Utd        | 1944-45, 1945-46                   |
| 2      | Drumcondra      | 1947-48, 1948-49                   |
| 2      | St Patrick's    | 1954-55, 1955-56                   |
| 2      | St Patrick's    | 1997-98, 1998-99                   |
| 2      | Shamrock Rovers | 1937-38, 1938-39                   |
| 2      | Shamrock Rovers | 2010, 2011                         |
| 2      | Waterford       | 1971-72, 1972-73                   |
| 2      | Bohemians       | 2008, 2009                         |